# 5066 Garradd
Az 5066 Garradd (ideiglenes jelöléssel 1990 MA) egy marsközeli kisbolygó. Robert H. McNaught fedezte fel 1990. június 22-én.